# Franz Luprecht
Fahnenthali Luprecht Ferenc, Franz Luprecht von Fahnenthal (Cheynov (Circ. Behiniensis), 1768. augusztus 17. – 1814. április 22.) római katolikus plébános.

## Élete
1784-től a bölcseletet, 1785-től az  ötéves  teológiai tanfolyamot Pozsonyban végezte. Káplán volt Szélaknán, 1793. február 14-től Buda-vízivárosban. 1803. szeptember 9-én ugyanitt plébános majd szentszéki ülnök lett.

## Munkái
- Beurlaubungs Rede, welche im Namen des Hochwürdigen Wohlgeborenen Herrn Franz von Stipsics Abten des heil. Martin von Bulch ... und des Altofner Nationalschule Vorstehers, als Er seinem neuen Berufe gemäsz, als Domherr der Pressburger Kollegiatkirche des heiligen Martin von seiner Altofner Gemeinde, der Er durch 26 Jahre als Seelenhirt vorstand, den 24. October feierlich schied: gehalten wurde ... Ofen, 1802.
- Installations-Rede verbunden mit einer Lob-Rede auf den Schutzpatron Johannes de Täufers, da in dem herzoglichen Marktfleck-Ráczkeve de 26. Juny 1803 bei Gelegenheit des Festes der Hochw. Herr Johannes Schmidt als Pfarrherr dieser Gemeinde eingesetzt wurde. Pesth.
- Rede bei Gelegenheit, da zu dem neuerbauten Krankenhauss bei den W. W. E. E. Klosterfrauen des h. Elisabeth-Ordens in der Wasserstadt der k. k. Hauptstadt Ofen der Grundstein gelegt wurde den 9. Sept. 1804. Ofen.
- Lobrede am Festtage der heiligen Elisabeth. Uo. 1808.
- Anrede an die vierzig Kinder, welche den 22., 27., und 29. März 1813 das Ehrensteinische Ballet zum Besten des Ofner Armenhauses aufgeführt hatten, als sie zum Beschluss ihrer wohlthätigen Unternehmung einem Hochamte in der Kirche des nämlichen Hauses den 20. April 1813 beiwohnten. Uo.